# پراسکولسی (ناحیه بروون)
پراسکولسی (به چکی: Praskolesy) یک منطقهٔ مسکونی در جمهوری چک است که در ناحیه بروون واقع شده‌است. پراسکولسی ۸۳۱ نفر جمعیت دارد.